# Chongyang
Chongyang, tidigare romaniserat Tsungyang, är ett härad i Hubei-provinsen i centrala Kina.

## Geografi
Chongyang är en gränsort och beläget i sydvästra Hubei på gränsen till Jiangxi- och Hunan-provinserna. Orten genomströmmas av floden Lushui och är en viktig genomfartsled.

## Historia
Orten blev till härad under Tangdynastin och fick sitt nuvarande namn under Songdynastin. Under Qingdynastin löd häradet under prefekturen Wuchang, idag sorterar det under Xiannings stad på prefekturnivå.